# Кизилов (хутор)
Кизи́лов — хутор в составе Грачёвского района (муниципального округа) Ставропольского края России.

## Варианты названия
- Кизиловка,
- Кизилово,
- Кизиловский,
- Кизиловское[3]

## География
Расстояние до краевого центра: 21 км.
Расстояние до районного центра: 17 км.

## История
До 16 марта 2020 года хутор входил в упразднённый Старомарьевский сельсовет.

## Население
| 1925 | 1926 | 1989 | 2002 | 2010 | 2014 |
| ---- | ---- | ---- | ---- | ---- | ---- |
| 687  | ↗736 | ↘286 | ↗319 | ↘315 | ↘200 |

По данным переписи 2002 года в национальной структуре населения русские составляли 55 %, чеченцы — 38 %.

## Инфраструктура
Медицинскую помощь оказывает фельдшерско-акушерский пункт.
Уличная сеть Кизилова насчитывает 8 улиц (Восточная, Дачная, Западная, Луговая, Майская, Садовая, Северная и Центральная). В границах хутора расположено общественное открытое кладбище площадью 9 тыс. м².

## Памятники
- Братская могила жертв белогвардейского террора. 1919, 1926 годы[14].